# Phú Thứ, Cái Răng
Phú Thứ là một phường thuộc quận Cái Răng, thành phố Cần Thơ, Việt Nam.

## Địa lý
Phường Phú Thứ có vị trí địa lý:
- Phía đông giáp phường Tân Phú và tỉnh Vĩnh Long
- Phía tây giáp các phường Thường Thạnh và Hưng Thạnh
- Phía nam giáp tỉnh Hậu Giang
- Phía bắc giáp phường Hưng Phú.

Phường Phú Thứ có diện tích 20,13 km², dân số năm 2004 là 12.781 người, mật độ dân số đạt 635 người/km².

## Lịch sử
Trước năm 2004, địa bàn phường Phú Thứ hiện nay thuộc xã Phú An, huyện Châu Thành, tỉnh Cần Thơ cũ.
Xã Phú An được thành lập sau năm 1975 trên cơ sở hợp nhất hai xã Phú Thứ và Thạnh An trước đó.
Ngày 26 tháng 11 năm 2003, Quốc hội ban hành Nghị quyết số 22/2003/QH11 chia tỉnh Cần Thơ cũ thành thành phố Cần Thơ thuộc trung ương và tỉnh Hậu Giang. Theo đó, các ấp Thạnh Hóa, Thạnh Hưng, Thạnh Thuận, An Hưng, Thạnh Phú, Phú Khánh, Khánh Bình và một phần ấp Phú Hưng của xã Phú An thuộc địa giới hành chính thành phố Cần Thơ; phần còn lại của xã Phú An thuộc tỉnh Hậu Giang (nay xã Phú An đã giải thể, địa bàn nhập vào xã Đông Thạnh và thị trấn Ngã Sáu thuộc huyện Châu Thành).
Ngày 2 tháng 1 năm 2004, Chính phủ ban hành Nghị định 05/2004/NĐ-CP. Theo đó, thành lập phường Phú Thứ thuộc quận Cái Răng, thành phố Cần Thơ trên cơ sở 2.013,29 ha diện tích tự nhiên và 12.781 người của xã Phú An (phần diện tích, dân số đã điều chỉnh về thành phố Cần Thơ).